# Chałmouka
Chałmouka (biał. Халмоўка; ros. Холмовка, Chołmowka) – wieś na Białorusi, w obwodzie mińskim, w rejonie borysowskim, w sielsowiecie Msciż. W 2009 roku liczyła 26 mieszkańców.